# Steffen Hauswald
Steffen Hauswald (* 28. November 1963) ist ein ehemaliger deutscher Biathlet und derzeitiger Biathlontrainer.
Steffen Hauswald, der in seiner aktiven Zeit für die SG Dynamo Zinnwald antrat, nahm 1983 für die DDR startend an den Junioren-Weltmeisterschaften teil. Vier Jahre lief er für das Weltcupteam der DDR, stand aber immer im Schatten erfolgreicherer Biathleten wie Frank-Peter Roetsch, Frank Ullrich oder André Sehmisch. Seine größeren Erfolge hatte er national erreicht. 1984 wurde er mit der zweiten Staffel Zinnwald bei den DDR-Meisterschaften Dritter, 1985 gewann er hinter Roetsch und Sehmisch im Sprintwettbewerb die Bronzemedaille. 1986 und 1987 kam erneut jeweils ein dritter Rang mit der zweiten Staffel der Zinnwälder hinzu. Nach seiner aktiven Karriere studierte Hauswald an der Universität Leipzig Sportpädagogik und schloss das Studium als Diplom-Sportlehrer ab. Anschließend machte er alle möglichen Trainerscheine und wechselte 1993 als Landestrainer nach Baden-Württemberg und wurde zugleich Trainer am Skiinternat Furtwangen. Unter seiner Führung entwickelte sich Baden-Württemberg zu einer der deutschen Biathlon-Hochburgen. Er betreute unter anderem Simon Schempp und Benedikt Doll, noch erfolgreicher waren jedoch die Frauen. Mit Kathrin Hitzer und Simone Denkinger trainierte er zwei Athletinnen der Weltklasse. 2008 heiratete Hauswald Denkinger, die seitdem bis zu ihrem Karriereende unter dem Namen Hauswald aktiv war. 2008 wurde er auch vom Deutschen Skiverband als Biathlontrainer des Jahres ausgezeichnet. 2010 wechselte er als Nationaltrainer der Biathleten zum Schweizer Skiverband Swiss-Ski und wurde damit Nachfolger von Manfred Geyer. Am 14. Januar 2013 gab er seinen Rücktritt zum Saisonende bekannt.